# Чернов/Chernov
«Чернов/Chernov» — іспано-радянський художній фільм, що вийшов на екрани в березні 1990 року. Знятий режисером Сергієм Юрським за його ж сценарієм, заснованому на повісті «Чернов».

## Сюжет
Назва пояснюється тим, що в картині як би два фільми: перший — про реальний дні життя московського архітектора Олександра Петровича Чернова, про його душевному кризі; а другий — вигадка Чернова.

## У ролях
| Актор            | Роль                     |
| ---------------- | ------------------------ |
| Андрій Смирнов   | Олександр Чернов/П'єр Ч. |
| Сергій Юрський   | маестро Арнольд Арнольд  |
| Олена Яковлєва   | Іріна/Айрін              |
| Олег Басілашвілі | Всеволод Ярмак           |
| Ширвані Чалаєв   | Халаф                    |
| Олена Коренєва   | Олена Труханова          |

## Знімальна група
- Режисер-постановник і сценарист — Сергій Юрський
- Оператор-постановник — Михайло Агранович
- Композитор — Катерина Чемберджі
- Художники-постановники — Олександр Бойм, Олександр Макаров